# Musée d'Orsay
Musée d'Orsay, tudi Orsayjski muzej je narodni muzej Francije, ki stoji v središču Pariza na levem bregu Sene, v 7. okrožju. Predstavlja v glavnem francosko umetnost - slike, kipe, pohištvo in fotografije - iz obdobja med leti 1848 in 1915. Hrani največjo zbirko impresionističnih in postimpresionističnih mojstrovin na svetu slikarjev, kot so Berthe Morisot, Claude Monet, Édouard Manet, Degas, Auguste Renoir, Cézanne, Georges Seurat, Alfred Sisley, Paul Gauguin in Vincent van Gogh. Mnoga od teh del so bila v Galerie nationale du Jeu de Paume pred odprtjem muzeja leta 1986. To je eden največjih muzejev umetnosti v Evropi.
Muzej, odprt od leta 1986, se nahaja v zgradbi nekdanje pariške železniške postaje Gare d'Orsay in obsega 57.400 m² površin. Leta 2022 ga je obiskalo 3,2 milijona obiskovalcev. Uvrstil se je na petnajsto mesto lestvice najbolj obiskanih umetnostnih muzejev v letu 2020.

## Zgodovina
Stavba muzeja je bila prvotno železniška postaja Gare d'Orsay ob reki Seni. Zgrajena je bila na mestu Palais d'Orsay, njena osrednja lokacija pa je bila primerna za popotnike, ki so se vozili na delo. Postaja je bila zgrajena za Chemin de Fer de Paris à Orléans in dokončana pravočasno za razstavo Svetovno razstavo leta 1900 po načrtih treh arhitektov: Luciena Magnea, Émila Bénarda in Victorja Lalouxa. Zasnova Gare d'Orsay je veljala za »anahronizem«. Ker so bili vlaki tako moderna inovacija za tisti čas, so tako arhitekti kot oblikovalci pričakovali stavbo, ki bo utelešala sodobne lastnosti tega novega načina prevoza. Gare d'Orsay je namesto tega za koncept fasade črpala navdih iz preteklosti do te mere, da je prikrila najsodobnejšo tehnologijo v notranjosti. Do leta 1939 je bila končna postaja za železnice jugozahodne Francije.
Do leta 1939 so postali kratki peroni postaje neprimerni za daljše vlake, ki so se začeli uporabljati za glavne proge. Po letu 1939 so jo uporabljali za primestne linije, del pa je med drugo svetovno vojno postal poštni center. Nato so jo uporabljali kot scenografijo za več filmov, kot je Kafkov Proces, ki ga je priredil Orson Welles, in kot zatočišče za gledališko družbo Renaud–Barrault in za dražitelje, medtem ko so Hôtel Drouot obnavljali.
V 1970-ih so se začela dela na gradnji 1 km dolgega predora pod postajo kot del oblikovanja linije C Réseau Express Régional z novo postajo pod staro postajo. Leta 1970 je bilo izdano dovoljenje za rušenje postaje, vendar je Jacques Duhamel, minister za kulturne zadeve, zavrnil načrte za izgradnjo novega hotela namesto nje. Postaja je bila uvrščena na dopolnilni seznam zgodovinskih spomenikov in končno uvrščena na seznam leta 1978. Predlog, da bi postajo spremenili v muzej, je prišel s strani direktorata Francoskega muzeja. Zamisel je bila zgraditi muzej, ki bi premostil vrzel med Louvrom in Narodnim muzejem moderne umetnosti v  Pompidoujevem centru. Načrt je sprejel Georges Pompidou in leta 1974 je bila naročena študija. Leta 1978 je bil organiziran natečaj za načrtovanje novega muzeja. ACT Architecture, ekipa treh mladih arhitektov (Pierre Colboc, Renaud Bardon in Jean-Paul Philippon), je prejela pogodbo, ki je vključevala ustvarjanje 20.000 kvadratnih metrov novih talnih površin v štirih nadstropjih. Gradbena dela je izvedel Bouygues. Leta 1981 je bil italijanski arhitekt Gae Aulenti izbran za oblikovanje notranjosti, vključno z notranjo ureditvijo, dekoracijo, pohištvom in opremo muzeja. Razporeditev galerij, ki jih je zasnoval, je bila dovršena in je naselila tri glavne nivoje, ki so pod atrijem muzejskega banjastega oboka. Na glavnem nivoju stavbe so osrednjo ladjo oblikovale okoliške kamnite strukture, ki so bile prej železniški peroni stavbe. Strukture osrednje ladje razbijejo ogromne kiparske in galerijske prostore ter zagotovijo bolj organizirane enote za ogled umetnosti. Julija 1986 je bil muzej pripravljen za sprejem svojih eksponatov. Postavitev okoli 2000 slik, 600 skulptur in drugih del je trajala 6 mesecev. Muzej je uradno odprl decembra 1986 takratni predsednik François Mitterrand.
V muzeju d'Orsay je vedno na ogled približno 3000 umetnin. V muzeju je model v merilu 1:100, ki ga je ustvaril Richard Peduzzi in prikazuje pogled iz zraka na pariško opero in okolico, zaprt pod steklenimi tlemi, po katerih gledalci hodijo, ko gredo skozi muzej. Ta instalacija omogoča gledalcem razumevanje mestnega načrtovanja Pariza v tistem času, zaradi česar je ta atrakcija postala ena najbolj priljubljenih v muzeju.
Druga razstava v muzeju je Strast do Francije: zbirka Marlene in Spencer Hays. To zbirko sta podarila Marlene in Spencer Hays, zbiratelja umetnin, ki prebivata v Teksasu in umetnost zbirata od zgodnjih 1970-ih. Leta 2016 se je muzej odločil za ohranitev zbirke približno 600 umetnin v eni zbirki, namesto da bi bila razpršena po drugih razstavah. Od druge svetovne vojne Francija ni dobila tako velike zbirke tuje umetnosti. Zbirka daje prednost predvsem postimpresionističnim delom. Umetniki, predstavljeni v tej zbirki, so Bonnard, Vuillard, Maurice Denis, Odilon Redon, Aristide Maillol, André Derain, Edgar Degas in Jean-Baptiste-Camille Corot. Da bi naredili prostor za umetnost, ki je bila donirana, naj bi Musée d'Orsay v naslednjem desetletju, od leta 2020, doživel korenito preobrazbo. To prenovo delno financira anonimni mecen iz ZDA, ki je doniral 20 milijonov evrov za gradbeni projekt, znan kot Orsay Grand Ouvert (Orsay Wide Open). Darilo so posredovali ameriški prijatelji Musées d'Orsay et de l'Orangerie. Predviden datum dokončanja je 2026, z uvedbo novih galerij in izobraževalnih priložnosti za potrditev prevodne izkušnje.
Na trgu ob muzeju je zaporednih šest bronastih alegoričnih kiparskih skupin, prvotno izdelanih za Svetovno razstavo:
- Južna Amerika, avtor Aimé Millet
- Azija, Alexandra Falguièra
- Oceanija, Mathurin Moreau
- Evropa, Alexandra Schoenewerka
- Severna Amerika, Ernest-Eugène Hiolle
- Afrika, Eugène Delaplanche

## Zbirka
¸

### Slike: glavni slikarji in predstavljena dela
- Frédéric Bazille – 6 slik, vključno Družinsko srečanje, Improvizirana poljska bolnišnica, Rožnata obleka, Studio v Rue de La Condamine
- Cecilia Beaux – Jeune Fille au Chat
- Rosa Bonheur – Oranje v Nivernaisu
- Pierre Bonnard – 60 slik, vključno Karirasta bluza
- Eugène Boudin – 33 slik, vključno Plaža Trouville
- William-Adolphe Bouguereau – 12 slik, vključno Rojstvo Venere, La Danse, Dante in Vergilij
- Louise Catherine Breslau - 4 slike, vključno s portretom Henryja Davisona
- Alexandre Cabanel – Rojstvo Venere, Smrt Francesce da Rimini in Paolo Malatesta
- Gustave Caillebotte – 7 slik, vključno Les raboteurs de parquet, Vue de toits (Effet de neige)
- Eugène Carrière – 86 slik, vključno Slikarska družina, Bolan otrok, Intimnost
- Mary Cassatt – 1 slika
- Paul Cézanne – 56 slik, vključno Jabolka in pomaranče, Hiša obešenega moža, Kvartopirci, portret Gustava Geffroya
- Théodore Chassériau – 5 slik (glavna zbirka njegovih slik je v Louvru)
- Pierre Puvis de Chavannes – Mlada dekleta ob morju, Mlada mati, znana tudi kot Dobrodelnost, Pogled na Château de Versailles in Orangerie
- Gustave Courbet – 48 slik, vključno Umetnikov atelje, Pokop v Ornansu, Sedeči mladenič, L'Origine du monde, Le ruisseau noir, Tihožitje s sadjem, Val, Ranjenec
- Jean-Baptiste-Camille Corot – 32 slik (glavna zbirka njegovih slik je v Louvru), vključno Jutro, Ples nimf
- Henri-Edmond Cross – 10 slik, vključno Ciprese v Cagnesu
- Leon Dabo – 1 slika Moore Park
- Henri-Camille Danger – Fleau!
- Charles-François Daubigny – Žetev
- Honoré Daumier – 8 slik, vključno Perica
- Edgar Degas – 43 del, vključno s slikami, kot so Parada, znana tudi kot Dirkalni konji pred tribunami, Družina Bellelli, Kad, Portret Édouarda Maneta, Portreti, Na borzi, Pivka absinta in pasteli, kot so Café-Concert v Les Ambassadeurs in Les Choristes
- Alfred Dehodencq – Boabdilovo slovo od Granade
- Eugène Delacroix – 5 slik (glavna zbirka njegovih slik je v Louvru)
- Maurice Denis – Portret osemnajstletnega umetnika, Menuet princese Maleine ali Marthe igra klavir, Zelena drevesa ali bukve v Kerduelu, Oktobrska noč (pano za dekoracijo dekliške sobe), Poklon Cézannu
- André Derain – most Charing Cross, znan tudi kot Westminstrski most
- Édouard Detaille – Sanje
- Albert Edelfelt – Pasteurjev portret Edelfelta
- Henri Fantin-Latour – Okoli klavirja, Studio v Les Batignolles
- Paul Gauguin – 24 slik, vključno Arearea, Tahitijke na plaži
- Jean-Léon Gérôme – Portret baronice Nathaniel de Rothschild, Condéjev sprejem v Versaillesu, La Comtesse de Keller, Petelinji boj, Jeruzalem
- Vincent van Gogh – 24 slik, vključno Arležanke, Spalnica v Arlesu, Avtoportret, portret njegovega prijatelja Eugèna Bocha, Siesta, Cerkev v Auversu, Pogled s Cheveta, Italijanka, Zvezdna noč, Portret dr. Gachet, Vrt doktorja Gacheta v Auversu, Cesarski fritillar v bakreni vazi, azil Saint-Paul, Saint-Rémy, avtoportret
- Armand Guillaumin – 44 slik
- Ferdinand Hodler – Der Holzfäller (Drvar)
- Jean Auguste Dominique Ingres – 4 slike (glavna zbirka njegovih slik je v Louvru), vključno Izvir
- Eugène Jansson – Proletarska prenočišča
- Johan Barthold Jongkind – 9 slik
- Gustav Klimt – 1 slika
- Maximilien Luce – Quai Saint-Michel in Notre-Dame
- Édouard Manet – 34 slik, vključno Olimpija, Balkon, Berthe Morisot s šopkom vijolic, Zajtrk na travi, Flavtist, Branje
- Henri Matisse – Luxe, Calme et Volupté
- Zbirka Gustave Doré – Mojster domišljije
- Jean-François Millet – 27 slik, vključno Angel gospodov, Pomlad, Paberkovalke
- Piet Mondrian – 2 sliki
- Claude Monet – 86 slik (še ena glavna zbirka njegovih slik je v Musée Marmottan Monet), vključno Postaja Saint-Lazare, ulica Rue Montorgueil v Parizu. Praznovanje 30. junija 1878, Učinek vetra, Niz topolov, Katedrala v Rouenu, Harmonija v modrem, Modre vodne lilije, Zajtrk na travi, Kopice, Sraka, Ženske v vrtu
- Gustave Moreau – 8 slik, vključno L'Apparition
- Berthe Morisot – 9 slik
- Henri-Paul Motte – Belusova zaročenka
- Edvard Munch – 1 slika
- Henri Ottmann – Luksemburška postaja v Bruslju
- Camille Pissarro – 46 slik, vključno Beli mraz
- Odilon Redon – 106 slik, vključno Caliban
- Henri Regnault – Hitra usmrtitev pod mavrskimi kralji Granade
- Auguste Renoir – 81 slik, vključno Ples v Le Moulin de la Galette, Kopalke, Ples v mestu, Ples na podeželju, Frédéric Bazille za svojim stojalom, Dekleti s klavirjem, Gugalnica
- Henri Rousseau – 3 slike
- Théo van Rysselberghe – 6 slik
- Paul Sérusier – Talisman, reka Aven pri Bois d'Amour
- Georges Seurat – 19 slik, vključno Cirkus
- Paul Signac – 16 slik, vključno Ženske pri vodnjaku
- Alfred Sisley – 46 slik, vključno Inondation at Port-Marly
- Henri de Toulouse-Lautrec – 18 slik, vključno La Toilette
- Félix Vallotton – Misia za svojo toaletno mizo
- Édouard Vuillard – 70 slik

### Skulpture
Po kiparstvu je bilo v 19. stoletju veliko povpraševanje in se je začelo pogosto uporabljati kot način prikazovanja družbenega in političnega položaja osebe. Slog in ideologija, ki ju predstavljajo številne skulpture, sta bila sredi 20. stoletja iz mode, skulpture pa so bile shranjene in niso bile več prikazane. Šele po pretvorbi železniške postaje Orsay v muzej Musée d'Orsay v 1970-ih so bile številne skulpture iz 19. stoletja ponovno postavljene na razstavo. Obsežna ladja v novem muzeju je nudila popoln prostor za razstavo kipov. Med slavnostno otvoritvijo muzeja decembra 1986 je bilo prisotnih 1200 skulptur, prinesenih iz zbirk, kot so Louvre, državna posojila in Musée du Luxembourg. Muzej je pred odprtjem pridobil tudi več kot 200 skulptur z donacijami poznavalcev umetnosti, rodu umetnikov in ljudi v podporo Musée d'Orsay.
Od slavnostne otvoritve leta 1986 je muzej zbiral dela iz izmenjav, ki so jih nekoč razstavljali drugi muzeji ali ustanove, na primer Narava se razkriva pred znanostjo Louisa-Ernesta Barriasa, ki je bila prvotno naročena za Conservatoire des Arts et Métiers, pa tudi Thinker in Vrata pekla Augusta Rodina. Muzej tudi kupi določena dela, da zapolni vrzeli in dopolni zbirke, ki so že v muzeju, kot je ena od plošč Bodi skrivnosten Paula Gauguina, celoten sklop Célébrités du Juste Milieu Honoréja Daumierja in Zrelost Camille Claudela. Trenutno je v Musée d'Orsay več kot 2200 skulptur.
Med glavnimi kiparji, predstavljenimi v zbirki, so Alfred Barye, François Rude, Jules Cavelier, Jean-Baptiste Carpeaux, Émile-Coriolan Guillemin, Auguste Rodin, Paul Gauguin, Camille Claudel, Sarah Bernhardt, Aristide Maillol in Honoré Daumier.

### Druga dela
Hrani tudi zbirke:
- arhitektura in dekorativna umetnost
- fotografiranje